# 3172 Hirst
3172 Hirst је астероид главног астероидног појаса са средњом удаљеношћу од Сунца која износи 2,426 астрономских јединица (АЈ).
Апсолутна магнитуда астероида је 13,4.